# Celiny (województwo małopolskie)
Celiny – wieś w Polsce położona w województwie małopolskim, w powiecie krakowskim, w gminie Iwanowice.
W latach 1975–1998 miejscowość administracyjnie należała do województwa krakowskiego.
| SIMC    | Nazwa      | Rodzaj    |
| ------- | ---------- | --------- |
| 0320325 | Kresy      | część wsi |
| 0320331 | Podgaje    | część wsi |
| 0320348 | Stolica    | część wsi |
| 0320354 | Szulcówki  | część wsi |
| 0320360 | Wielki Dół | część wsi |
| 0320377 | Zagórze    | część wsi |